# Црква Светог Ђорђа у Курбинову
Црква Св. Ђорђа се налази изнад преспанског села Курбиново, саграђена је у 12. веку (1191) и једна је од значајнијих сакралних здања у Северној Македонији. Цркву красе врло добро очуване и живе оригиналне фреске, а фреска Св. арханђела Гаврила се налази и на новчаници за 50 македонских денара. Фреске су рађене у комненовском стилу (у време владавине византијске династије Комнин).
Црква Св. Ђорђа у Курбинову је једнобродна грађевина, без куполе, са кровом на две воде. Изграђена је од ломљеног камена и цигле. На фасади постоје трагови фреске ктиторске композиције, иако ктитор ове цркве није познат.
Фрескопис је веома добро очуван и подељен је у три зоне. У највишој зони су фреске библијских пророка, у другој зони су сцене Великих празника и Чуда, а у првој целе фигуре светитеља. У олтарском простору се налази фреска Богородице на престолу са малим Христом и поклоњење отаца у нижој зони. Исус и Св. Ђорђе, заштитник цркве су приказани поред иконостаса, на почасном месту, у натприродној величини, са насликаним рамовима.

## Фреске
- Богородица на престолу са малим Христом, олтар, Курбиново, фреска
- Фреска архангела Гаврила се налази на новчаницама од 50 македонских денара
- Сликани рам око фреске Св.Ђорђа, заштитника цркве
- Улазак Исуса Христа у Јерусалим (Цвети), Курбиново, фреска
- Крштење Христа у Јордану, Курбиново, фреска
- Цар Константин и царица Јелена, Курбиново, фреска